# Craterocephalus mugiloides
Craterocephalus mugiloides är en fiskart som först beskrevs av Mcculloch 1912.  Craterocephalus mugiloides ingår i släktet Craterocephalus och familjen silversidefiskar. Inga underarter finns listade i Catalogue of Life.